# Potamocarcinus vulcanensis
Potamocarcinus vulcanensis is een krabbensoort uit de familie van de Pseudothelphusidae. De wetenschappelijke naam van de soort is voor het eerst geldig gepubliceerd in 2001 door Rodríguez.